# Ogyges (geslacht)
Ogyges is een geslacht van kevers uit de familie Passalidae. De wetenschappelijke naam van het geslacht is voor het eerst geldig gepubliceerd in 1871 door Johann Jakob Kaup.
Deze soorten komen voor in hooggelegen nevelwoud tussen 800 en 3000 m in het zuiden van Mexico (Chiapas) en Midden-Amerika. De dekschilden zijn afgerond en aaneengegroeid; de kevers zijn niet in staat om te vliegen.